# Bombus koreanus
Bombus koreanus är en biart som först beskrevs av Aleksandr Skorikov 1933. Den ingår i släktet humlor och familjen långtungebin. Inga underarter finns listade i Catalogue of Life.

## Beskrivning
Bombus koreanus är en medelstor, långtungad humla. På honorna är mellankroppen och tergiterna 1 till 3 i normalfallet svarta, och tergit 4 till 5 brungula. Färgvariationen är emellertid stor; mellankroppen kan variera från svart till orangebrunt. De former som har ljus mellankropp, har i regel också delar av det svarta på bakkroppen ersatt med orangebrunt, i extremfallet med tergit 1 och 2 orangebruna, främre delen av tergit 3 svart, resten av tergit 3 samt tergit 4 och 5 gula. Yttersta bakkropsspetsen, tergit 6, är alltid vit.
De olika färgformerna är fördelade geografiskt, med de mörkaste formerna i Korea.

## Ekologi
Arten är polylektisk, den hämtar nektar och pollen från många olika växtarter.

## Utbredning
Utbredningsområdet omfattar Kina (Liaoning, Peking, Ningxia, Shanxi, Shaanxi, Hebei och Henan) samt Sydkorea (provinsen Gyeonggi). 